# Gai Semproni Bles (pretor)
Gai Semproni Bles (en llatí Caius Sempronius Blaesus) va ser un magistrat romà. Formava part de la gens Semprònia, i era de la família dels Bles, d'origen plebeu.
Va ser edil plebeu l'any 187 aC i pretor de Sicília el 184 aC. L'any 170 aC va ser enviat pel senat romà, juntament amb Sext Juli Cèsar com ambaixador a Abdera.